# Assione
L'assione è un'ipotetica particella elementare, implicitamente ipotizzata dalla teoria di Peccei-Quinn per spiegare la non violazione della simmetria CP nell'interazione forte. La violazione, prevista dalla cromodinamica quantistica, non è infatti mai stata osservata, in particolare per l'assenza del momento di dipolo elettrico nel neutrone (cosiddetto problema della CP forte).
Nel 2005 uno studio sperimentale condotto nell'ambito del progetto PVLAS ha fornito risultati che indicherebbero la rilevazione di assioni, anche se successivi esperimenti hanno dato risultati opposti. I primi risultati di PVLAS sono in disaccordo anche con quelli di CAST, nonché con numerose teorie astrofisiche alternative.
Il nome assione fu scelto da Frank Wilczek, coautore del primo articolo scientifico in cui si prediceva l'esistenza di queste particelle, dal nome di un noto detersivo diffuso negli Stati Uniti negli anni cinquanta.

## Perché introdurre gli assioni
Come dimostrato da Gerardus 't Hooft, senza l'introduzione degli assioni le equazioni della cromodinamica quantistica predicono che in alcuni casi l'interazione nucleare forte possa violare sia la simmetria di carica sia quella di parità, indicate complessivamente come simmetria CP; insieme agli effetti dell'interazione debole, la violazione della simmetria CP, indicata con {\displaystyle {\bar {\Theta }}}, compare nel Modello Standard come un parametro indipendente, non predetto dalla teoria ma misurabile. Una violazione della simmetria CP comporterebbe infatti la presenza di un elevato momento di dipolo elettrico per il neutrone, finora però mai osservato; da ciò deriva che {\displaystyle {\bar {\Theta }}} dovrebbe avere valori molto piccoli o essere totalmente assente. Sorge dunque un ulteriore problema: perché questo parametro è così prossimo a zero?
Una semplice soluzione al problema è la seguente: se almeno un quark descritto dal Modello Standard fosse senza massa, {\displaystyle {\bar {\Theta }}} diventerebbe inosservabile e scomparirebbe dal modello; in realtà forti indizi indicano che tutti i quark possiedono una massa, mantenendo così aperta la questione.
Nel 1977 Roberto Peccei e Helen Quinn postularono una nuova possibile simmetria per risolvere questo problema: associarono a {\displaystyle {\bar {\Theta }}} un campo quantistico, aggiungendo nel Modello Standard una nuova simmetria (chiamata simmetria di Peccei-Quinn) che viene spontaneamente violata. In seguito, Frank Wilczek e Steven Weinberg fecero notare come la nuova simmetria introdotta implicava l'esistenza di una nuova particella, che chiamarono assione.
È stato fatto notare che l'esistenza degli assioni è una componente necessaria anche per la teoria delle stringhe.

## Proprietà attese
Secondo queste previsioni teoriche, l'assione non ha carica elettrica, ha massa molto piccola, compresa tra 10−6 e 10−2 eV/c2, non ha spin, ed interagisce con la materia ordinaria (elettroni, protoni, ecc...) solo molto debolmente, ragione per cui è considerato una particella praticamente invisibile.
Esiste la possibilità che gli assioni possano trasformarsi in fotoni e viceversa in presenza di intensi campi magnetici, e gli attuali esperimenti volti a rintracciare la presenza di queste particelle tentano di sfruttare proprio questa proprietà (vedi Misurazioni sperimentali).
Nella teoria supersimmetrica l'assione possiede sia un superpartner fermionico sia un superpartner scalare, chiamati rispettivamente assino e s-assione. In alcuni modelli fisici, s-assione coincide con il dilatone.

## Implicazioni cosmologiche
Gli assioni sarebbero stati prodotti in grande quantità nei primi istanti dopo il Big bang. Nonostante gli studi abbiano escluso l'esistenza di assioni con massa elevata e quella prevista sia estremamente piccola, la teoria prevede che l'universo dovrebbe essere permeato di un condensato di Bose-Einstein molto freddo composto da questi assioni primordiali. Essi dunque potrebbero spiegare, almeno in parte, la natura della materia oscura, problema centrale della cosmologia moderna. Gli odierni metodi per la ricerca di assioni difettano però nell'accuratezza delle misure e l'esperimento ADMX ha indicato l'assenza di assioni con masse superiori ai 10−6 eV, cosa che eliminerebbe il loro contributo alla materia oscura.
Gli assioni, anche se di piccola massa, potrebbero inoltre influenzare la struttura delle galassie: precipitando continuamente in questi agglomerati stellari dal mezzo intergalattico si addenserebbero in strutture ad anello. Gli effetti gravitazionali di questi anelli sulle galassie stesse e sulla loro rotazione potrebbero essere osservabili. Altri candidati per la materia oscura fredda (WIMP e MACHO) potrebbero formare questi anelli, ma, essendo fermioni, tali strutture risulterebbero meno evidenti rispetto a quelle formate da bosoni come gli assioni.

## Misurazioni sperimentali
Nonostante le difficoltà di rilevazione, l'esistenza degli assioni non può essere esclusa sulla base delle osservazioni attuali.
Lo studio italiano denominato PVLAS ha utilizzato un fascio di luce polarizzata fatto passare attraverso intensi campi magnetici per rilevare una possibile rotazione anomala nella direzione della polarizzazione; ciò è tuttavia molto difficile da rilevare, e un possibile espediente è quello di riflettere la luce e farle attraversare il campo magnetico milioni di volte. I dati più recenti di PVLAS riportano effettivamente un'anomala rotazione, interpretabile con l'esistenza di assioni aventi massa di circa 1-1.5 meV; è possibile comunque che questa anomalia sia causata da fenomeni totalmente diversi. Questo esperimento fu ipotizzato per la prima volta nel 1986 da Luciano Maiani, Roberto Petronzio e Emilio Zavattini.
In molti esperimenti si ricercano assioni di origine cosmica attraverso la trasformazione degli assioni in fotoni e viceversa in presenza di forti campi elettromagnetici (effetto Primakoff); gli assioni possono essere prodotti nel nucleo del Sole quando elettroni e protoni emettono raggi X che si trasformano appunto in queste particelle. L'esperimento CAST (CERN Axion Solar Telescope) è a tutt'oggi alla ricerca di assioni da convertire in raggi gamma più facili da rilevare.
L'esperimento ADMX (acronimo di Axion Dark Matter Experiment) condotto al Laboratorio Nazionale "Lawrence Livermore" ricerca le deboli interazioni degli assioni presenti nell'alone di materia oscura presente nella nostra galassia; un campo magnetico converte questi assioni in fotoni, rilevati da una sorta di "cassa di risonanza" sensibile alle frequenze comprese tra i 460 e gli 810 MHz.
Un ulteriore tipo di esperimento consiste nel far passare un raggio di luce in un campo magnetico, in modo da far trasformare alcuni assioni in fotoni, e successivamente in un ulteriore campo che dovrebbe bloccare i fotoni e riconvertire gli assioni (entrambi i processi sono poco efficienti, per cui serve un flusso di fotoni estremamente intenso). Un esperimento più recente, con una sensibilità tale da poter confermare i risultati di PVLAS, non ha però fornito risultati significativi.
Il 9 luglio 2007, in un articolo pubblicato su arXiv, Carlo Rizzo e altri ricercatori del Centre National de la Recherche Scientifique sostenevano che con una probabilità del 94% i risultati di PVLAS erano errati e non dimostravano l'esistenza degli assioni. Inizialmente, il team di ricercatori confrontò i risultati ottenuti dal PVLAS e quelli ottenuti da altre esperimenti condotti nel 2007 e nel 2006, e concluse che non erano univoci e che era necessaria una revisione sperimentale.
L'esperimento del team di Rizzo differiva dall'approccio della ricerca precedente per il fatto che al termine di una camera posta sotto vuoto era posta una lastra di alluminio, in modo da impedire ai fotoni generati da una vicina sorgente laser di passare, laddove invece gli assioni avrebbero attraversato indisturbati la struttura, convertendosi in fotoni; si osservò però solo una piccola parte dei fotoni (circa 4x1022) previsti che si suppone si creino in questo modo. Le conclusioni della ricerca quindi escludevano indizi dell'esistenza degli assioni, anche se tali particelle restavano comunque una valida ipotesi scientifica.
Pochi giorni prima, il 23 giugno, lo stesso PVLAS aveva pubblicato un nuovo articolo, sempre su arXiv, in cui si mostrava il miglioramento nell'accuratezza dei risultati precedenti, attraverso l'utilizzo di campi magnetici di 2,3 e 5,5 T e lunghezze d'onda di 1064 nm. Con questi nuovi strumenti, PVLAS poté scartare la presenza di assioni a causa dell'assenza di un segnale rotazionale corrispondente ai valori di 1.2·10−8 rad × 5.5 T e 1.0·10−8 rad × 2.3 T, dopo 45.000 passaggi.
Gli assioni (e altri bosoni leggeri) potrebbero lasciare la loro "firma" in vari fenomeni astrofisici; in particolare, recenti studi hanno proposto l'esistenza degli assioni per spiegare l'apparente trasparenza dell'universo alla radiazione gamma di energia dell'ordine dei TeV. È stato inoltre dimostrato che in ambienti caratterizzati da forti campi magnetici (come nelle atmosfere delle magnetar), la conversione dei fotoni in assioni è molto più efficiente rispetto agli esperimenti di laboratorio, indipendentemente dalla massa dell'assione. Questo fenomeno darebbe inoltre luogo alle caratteristiche righe di assorbimento negli spettri di questi oggetti, osservabili per mezzo degli attuali telescopi.
In un articolo pubblicato su arXiv nel novembre 2009, Katherine Mack ha sollevato dubbi sull'esistenza dell'assione, dal momento che (1) le osservazioni cosmologiche implicano che se esistesse creerebbe problemi fisici più rilevanti di quelli che dovrebbe risolvere e che (2) anche ricorrendo al principio antropico non si risolverebbero tali problemi. Per questi motivi, e dal momento che l'assione non è mai stato osservato, non ci sono ragioni, afferma la scienziata, per sostenere la sua esistenza.